# 八元数
数学における八元数（はちげんすう、英: octonion; オクトニオン）の全体は実数体上のノルム多元体で、ふつう大文字アルファベットの O を使って、太字の O（あるいは黒板太字の 𝕆）で表される。実数体上のノルム多元体はたった四種類であり、O のほかは、実数の全体 R, 複素数の全体 C, 四元数の全体 H しかない。O はこれらノルム多元体の中で最大のもので、実八次元、これは H の次元の二倍である（O は H を拡大して得られる）。八元数の全体 O における乗法は非可換かつ非結合的だが、弱い形の結合性である冪結合律は満足する。
より広く調べられ利用されている四元数や複素数に比べれば、八元数についてはそれほどよく知られているわけではない。にもかかわらず、八元数にはいくつも興味深い性質があり、それに関連して（例外型リー群が持つような）例外的な構造もいくつも備えている。加えて、八元数は弦理論などといった分野に応用を持っている。
八元数は、ハミルトンの四元数の発見に刺激を受けたジョン・グレイヴスによって1843年に発見され、グレイヴスはこれを octaves と呼んだ。それとは独立にケイリーも八元数を発見しており、八元数のことをケイリー数、その全体をケイリー代数と呼ぶことがある。

## 定義
八元数は実数の八つ組と見做すことができる。任意の八元数 x は、e0 をスカラー元あるいは実元（実数 1 と同一視される）とする単位八元数
{\displaystyle \{e_{0},e_{1},e_{2},e_{3},e_{4},e_{5},e_{6},e_{7}\}}
の実係数線型結合として、適当な実係数 {xi} を以って
{\displaystyle x=x_{0}e_{0}+x_{1}e_{1}+x_{2}e_{2}+x_{3}e_{3}+x_{4}e_{4}+x_{5}e_{5}+x_{6}e_{6}+x_{7}e_{7}}
の形に書くことができる。
八元数の加法及び減法は（四元数の場合と同様に）、それぞれの対応する項においてそれらの係数に対する加法及び減法によって定める。乗法についてはより複雑である。積は和の上に分配的であり、従って二つの八元数の乗法は（やはり四元数の場合と同様に）、それぞれの項の積の総和として計算することができる。各項の積は係数の積と単位八元数に対する乗積表から決まる。乗積表としては例えば
| ×  | e0 | e1  | e2  | e3  | e4  | e5  | e6  | e7  |
| -- | -- | --- | --- | --- | --- | --- | --- | --- |
| e0 | e0 | e1  | e2  | e3  | e4  | e5  | e6  | e7  |
| e1 | e1 | −e0 | e3  | −e2 | e5  | −e4 | −e7 | e6  |
| e2 | e2 | −e3 | −e0 | e1  | e6  | e7  | −e4 | −e5 |
| e3 | e3 | e2  | −e1 | −e0 | e7  | −e6 | e5  | −e4 |
| e4 | e4 | −e5 | −e6 | −e7 | −e0 | e1  | e2  | e3  |
| e5 | e5 | e4  | −e7 | e6  | −e1 | −e0 | −e3 | e2  |
| e6 | e6 | e7  | e4  | −e5 | −e2 | e3  | −e0 | −e1 |
| e7 | e7 | −e6 | e5  | e4  | −e3 | −e2 | e1  | −e0 |

を考えるとよい。この表の非対角成分のほとんどは反対称で、主対角線と e0 に対応する行と列とを消せば歪対称行列が作れる。
この乗積表は以下の関係
{\displaystyle e_{i}e_{j}=-\delta _{ij}e_{0}+\varepsilon _{ijk}e_{k}}
（ここで εijk は ijk = 123, 145, 176, 246, 257, 347, 365 のとき値が +1 となる完全反対称テンソル）、および
{\displaystyle e_{i}e_{0}=e_{0}e_{i}=e_{i};\quad e_{0}e_{0}=e_{0}}
（e0 はスカラー元で i, j, k = 1, …, 7）にまとめることができる。
上記の積の決め方は一意的に決まるものではないが、八元数の乗法を定義しうるたった 480 種類の乗積表のうちの一つになっている。他の乗法は非スカラー元を並べ替えて得られるもので、基底の取り換えを行うことに相当する。それ以外の場合には、いくつかの積の法則を固定すると八元数が持つ他の法則が崩れることを見る。それら 480 種類の八元数の代数系は互いに同型であるから、実用上は同一視してかまわないし、そもそもどの乗積表を用いたかを考慮する必要が生じることは稀である。

### ケイリー–ディクソン構成
より機械的な八元数の構成がケイリー・ディクソン構成を用いて与えられる。四元数を複素数の対として構成したのとまったく同じに、八元数は四元数の対として定義できる。対における加法は成分ごとに行い、乗法は四元数の対 (a, b) および (c, d) に対して
{\displaystyle \ (a,b)(c,d)=(ac-d^{*}b,da+bc^{*})}
で定める。ここで z∗ は四元数 z の共軛を意味する。この定義で、当初定義における八つの単位八元数を、以下の八つの対
(1, 0), (i, 0), (j, 0), (k, 0), (0, 1), (0, i), (0, j), (0, k)
と同一視してやると、当初定義と同値になる。

### ファノ平面による記憶法

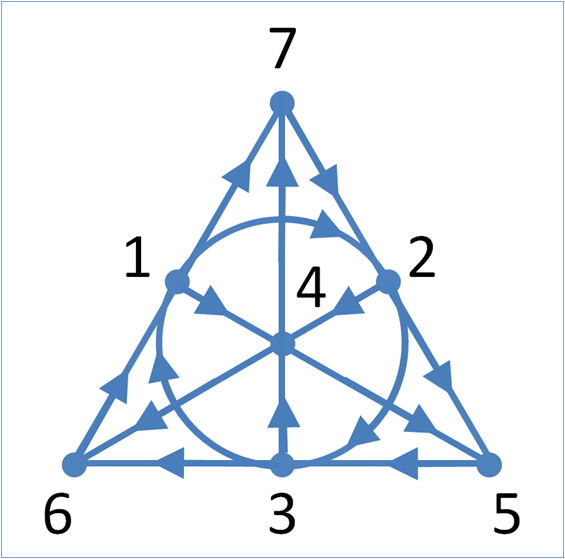
単位八元数の積の簡単な記憶法

図に示した単位八元数の積を記憶する便利な記憶術がある。これはケイリーとグレイブスの乗積表を表すものである 七つの点と七つの直線（1,2,3 を通る円も直線のひとつ）を持つこの図はファノ平面と呼ばれる。直線には向きがつけられており、また七つの点は純虚八元数の空間 Im(O) の標準基底に対応する。相異なる点の対ごとにそれらを通る直線が一意的に定まり、また各直線にはちょうど三つの点が載っている。
点の順序三つ組 (a, b, c) が図の中の与えられた直線にその向きに沿ってこの順番で載っているとすると、これらの乗法は
ab = c, ba = −c
およびこれに三点の巡回置換を行って得られる関係式で与えられる。この規則に
- 1 は乗法単位元である
- 図の各点に対して ei2 = −1 が成り立つ

を加えたものから八元数の乗法構造は完全に決定される。また、七つの直線のそれぞれから生成される O の部分多元環は、四元数体 H に同型になる。

### 共軛、ノルムおよび逆元
八元数
{\displaystyle x=x_{0}\,e_{0}+x_{1}\,e_{1}+x_{2}\,e_{2}+x_{3}\,e_{3}+x_{4}\,e_{4}+x_{5}\,e_{5}+x_{6}\,e_{6}+x_{7}\,e_{7}}
の八元数としての共軛は
{\displaystyle x^{*}=x_{0}\,e_{0}-x_{1}\,e_{1}-x_{2}\,e_{2}-x_{3}\,e_{3}-x_{4}\,e_{4}-x_{5}\,e_{5}-x_{6}\,e_{6}-x_{7}\,e_{7}}
で与えられる。共軛は O の主対合であり、(xy)∗ = y∗ x∗ を満足する（積の順番が逆になることに注意）。
共軛を用いると、八元数 x の実部が 
{\displaystyle {\frac {x+x^{*}}{2}}=x_{0}\,e_{0}}
で、同様に虚部が
{\displaystyle {\frac {x-x^{*}}{2}}=x_{1}\,e_{1}+x_{2}\,e_{2}+x_{3}\,e_{3}+x_{4}\,e_{4}+x_{5}\,e_{5}+x_{6}\,e_{6}+x_{7}\,e_{7}}
でそれぞれ表せる。実部を持たない純虚八元数の全体 Im(O) は O の 7-次元部分空間を張る。また八元数の共軛は、方程式
{\displaystyle x^{*}=-{\frac {1}{6}}(x+(e_{1}x)e_{1}+(e_{2}x)e_{2}+(e_{3}x)e_{3}+(e_{4}x)e_{4}+(e_{5}x)e_{5}+(e_{6}x)e_{6}+(e_{7}x)e_{7})}
を満足する。
八元数とその共役との積は x∗ x = x x∗ を満たし、
{\displaystyle x^{*}x=x_{0}^{2}+x_{1}^{2}+x_{2}^{2}+x_{3}^{2}+x_{4}^{2}+x_{5}^{2}+x_{6}^{2}+x_{7}^{2}.}
故に、常に非負の実数となることがわかる。これを用いて、八元数のノルムを
{\displaystyle \|x\|={\sqrt {x^{*}x}}}
で定義することができる。このノルムは R8 上の通常のユークリッドノルムに一致する。
O におけるノルムの存在から、O の零でない任意の元に対してその逆元が存在することが導かれる。実際、x ≠ 0 の逆元は
{\displaystyle x^{-1}={\frac {x^{*}}{\|x\|^{2}}}}
で与えられ、確かに x x−1 = x−1 x = 1 を満足する。

## 性質
八元数の乗法は可換でなく:
{\displaystyle e_{i}e_{j}=-e_{j}e_{i}\neq e_{j}e_{i},}
結合的でもない:
{\displaystyle (e_{i}e_{j})e_{l}=-e_{i}(e_{j}e_{l})\neq e_{i}(e_{j}e_{l}).}
が、弱い形の結合性を満たして交代代数になる。即ち、任意の二つの八元数が生成する部分多元環は結合的である。実際、O の任意の二元が生成する部分多元環は R, C, H のいずれかに同型であることが示せるが、これらは何れも結合的である。八元数は非結合的であるから、四元数のときのように行列表現をすることはできない。
八元数の全体 O がもう一つ R, C, H と共有する重要な性質として、ノルムが
{\displaystyle \|xy\|=\|x\|\|y\|}
を満足する（つまり乗法的である）ことが挙げられる。これにより、八元数の全体は非結合的ノルム多元体となることが従う。ケイリー・ディクソン構成を使って得られるより高次の代数（十六元数など）ではこの性質は成り立たない（それらの代数には零因子が存在する）。
乗法的な絶対値 (modulus) を持つより広い数体系も存在する（例えば 16-次元である錐十六元数全体）が、それらの絶対値はノルムとは別に定義されるもので、その体系は零因子をも含む。
実数体上のノルム多元体は R, C, H および O に限られることが証明できる（Hurwitzの定理）。これら四種類の多元環は、（同型を除き）実数体上の有限次元交代可除代数に他ならない。
積が結合的ではないから、O の非零元全体は群にはならない。しかしそれはループであり、実際はムーファンループを成す。

### 交換子と交叉積
二つの八元数 x, y の交換子は
{\displaystyle [x,y]=xy-yx}
で与えられる。これは反対称的かつ虚である。虚部分空間 Im(O) でのみ積を考えるならば、交換子は Im(O) 上の新たな積（七次元交叉積）
{\displaystyle x\times y={\frac {1}{2}}(xy-yx)}
を定める。三次元の交叉積同様、x × y は x と y とに直交し、その大きさは
{\displaystyle \|x\times y\|=\|x\|\|y\|\sin \theta }
で与えられる。ただし、八元数の積と異なり、この積の値は一意には決まらない。実際、八元数の積の決め方に依存して無数に異なる交叉積が存在する。

### 自己同型
八元数の自己同型写像 A とは、O の可逆線型変換で
{\displaystyle A(xy)=A(x)A(y)}
を満たすものを言う。O 上の自己同型全体の成す集合は G2 と呼ばれる群を成し、これは次元が 14 の単連結コンパクト実リー群になる。群 G2 は最小の例外型リー群であり、SO(7) の八次元実スピノル表現において任意に選んだ特定のベクトルを固定するような部分群に同型になる。
See also: PSL(2,7): ファノ平面の自己同型群